# Riogordo
Riogordo è un comune spagnolo di 2 650 abitanti situato nella comunità autonoma dell'Andalusia.